# Gabriel Mercado
Gabriel Ivan Mercado (* 18. März 1987 in Puerto Madryn) ist ein argentinischer Fußballspieler, der seit 2021 in der Verteidigung beim SC Internacional in Brasilien spielt.

## Karriere

### Vereine
Mercado entstammt der Jugend von Racing Club aus Avellanada. In der Saison 2006/07 kam er ab dem 21. Februar 2007 gegen CA San Lorenzo zu seinen ersten Einsätzen für die Profimannschaft in der argentinischen Primera División. Fortan war er ein fester und wichtiger Bestandteil der Verteidigung seines Teams.
Im Juli 2010 wechselte er zum Ligakonkurrenten Estudiantes de La Plata. Nach zwei Jahren bei diesem Verein schloss er sich im Sommer 2012 schließlich River Plate an.
Im August 2016 wechselte Mercado nach Spanien zum FC Sevilla, bei dem er einen Dreijahresvertrag erhielt. Er spielte als Stammspieler unter den verschiedenen Trainern in Sevilla. Insgesamt bestritt er für Sevilla 117 Spiele und erzielte 6 Treffer, darunter zwei in Derbys. Während seiner 2. und 3. Saison gehörte er zu den Kapitänen seiner Mannschaft. Mit Sevilla qualifizierte er sich für die Champions League und zweimal für die UEFA Europa League. Ebenso spielte er 2018 das Finale der Copa América.
2019 wechselte er zu Al-Rayyan SC. Im Juli 2021 schloss er sich dem SC Internacional an.

### Nationalmannschaft
Nachdem Mercado mit der argentinischen U20-Auswahl bereits bei der Sudamericana Sub-20, der südamerikanischen U20-Meisterschaft, angetreten war, gehörte er auch bei der Junioren-Fußballweltmeisterschaft 2007 in Kanada, die Argentinien für sich entscheiden konnte, zum Aufgebot des südamerikanischen Landes. Im Finale bezwang man Tschechien mit 2:1. Insgesamt bestritt er elf Spiele für die U-20.
Am 11. Februar 2010 wurde er von Diego Maradona zu seinem Länderspieldebüt in der argentinischen Fußballnationalmannschaft berufen. Beim 2:1-Sieg über Jamaika fand er sich in der Startelf und wurde in der 88. Minute für Ignacio Canuto ausgewechselt, der nur zwei Minuten später den Siegtreffer erzielte. 2017 gewann er mit ihnen den Superclásico de las Américas (2017).
Mercado nahm ebenfalls an der WM 2018 in Russland teil.

## Erfolge
Nationalmannschaft
- U-20-Fußball-Weltmeisterschaft: 2007

River Plate
- Copa Libertadores: 2015